# Gianfranco Polvara
Gianfranco Polvara (Bellano, 29 gennaio 1958) è un ex fondista italiano.

## Biografia

### Carriera sciistica
In Coppa del Mondo ottenne il primo risultato di rilievo il 16 febbraio 1985 a Vitoša (9º) e il primo podio il 9 gennaio 1991 a Štrbské Pleso (3º).
In carriera prese parte a cinque edizioni dei Giochi olimpici invernali, Lake Placid 1980 (32º nella 30 km), Sarajevo 1984 (34º nella 15 km, 21º nella 50 km), Calgary 1988 (14º nella 15 km, 7º nella 30 km, 10º nella 50 km), Albertville 1992 (20º nella 30 km, 10º nella 50 km) e Lillehammer 1994 (squalificato nella 30 km, 31º nella 50 km), e a sei dei Campionati mondiali (4º nella 50 km a Falun 1993 il miglior risultato).

### Altre attività
Dopo il ritiro divenne skiman della nazionale italiana.

## Palmarès

### Coppa del Mondo
- Miglior piazzamento in classifica generale: 12º nel 1991
- 2 podi (entrambi individuali[3]):
  - 2 terzi posti

### Campionati italiani
- 23[2] (o 27[1]) medaglie:
  - 1 oro (50 km nel 1993[1][2])
  - 10[2] argenti (tra i quali: 50 km nel 1981; 50 km nel 1982; 30 km nel 1983; 30 km nel 1988; 30 km nel 1990; 50 km nel 1992[senza fonte]; staffetta nel 1993[2])
  - 12[2] bronzi (tra i quali: 50 km nel 1984; 30 km nel 1985[senza fonte]; inseguimento nel 1991[4]; 30 km nel 1992; 30 km nel 1994[senza fonte])